# Danh sách trường trung học phổ thông tại Đà Nẵng
Dưới đây là danh sách các trường Trung học phổ thông tại Đà Nẵng, danh sách này bao gồm các trường công lập, tư thục và dân lập tính đến năm 2021.

## Trường chuyên
| Tên trường                                   | Thành lập         | Địa chỉ                             | Nguồn       |
| -------------------------------------------- | ----------------- | ----------------------------------- | ----------- |
| Trường Trung học Phổ thông chuyên Lê Quý Đôn | 15 tháng 10, 1986 | 01 Vũ Văn Dũng, An Hải Tây, Sơn Trà | [ 1 ] [ 2 ] |

## Trường công lập
| STT               | Tên trường                     | Thành lập         | Địa chỉ                                    | Nguồn         |
| Quận Hải Châu     | Quận Hải Châu                  | Quận Hải Châu     | Quận Hải Châu                              | Quận Hải Châu |
| ----------------- | ------------------------------ | ----------------- | ------------------------------------------ | ------------- |
| 1                 | Trường THPT Phan Châu Trinh    | 15 tháng 9, 1952  | 154 Lê Lợi, phường Hải Châu 1              | [ 3 ] [ 4 ]   |
| 2                 | Trường THPT Trần Phú           | 1978              | 11 Lê Thánh Tôn, phường Hải Châu 1         | [ 5 ]         |
| 3                 | Trường THPT Nguyễn Hiền        | 1996              | 61 Phan Đăng Lưu, phường Hòa Cường Nam     | [ 6 ]         |
| Quận Thanh Khê    |                                |                   |                                            |               |
| 4                 | Trường THPT Thanh Khê          | 2007              | 232 Kinh Dương Vương, phường Thanh Khê Tây | [ 7 ]         |
| 5                 | Trường THPT Thái Phiên         | 1963              | 735 Trần Cao Vân, phường Thanh Khê Đông    | [ 8 ] [ 9 ]   |
| Quận Sơn Trà      |                                |                   |                                            |               |
| 6                 | Trường THPT Hoàng Hoa Thám     | 15 tháng 9, 1963  | 63 Phạm Cự Lượng, phường An Hải Đông       | [ 10 ]        |
| 7                 | Trường THPT Tôn Thất Tùng      | 2004              | 200 Trần Nhân Tông, phường An Hải Bắc      | [ 11 ]        |
| 8                 | Trường THPT Ngô Quyền          | 1975              | 57 Phạm Cự Lượng, phường An Hải Đông       | [ 12 ]        |
| 9                 | Trường THPT Sơn Trà            | 30 tháng 8, 2018  | Đường Lê Văn Quý, phường An Hải Bắc        | [ 13 ]        |
| Quận Cẩm Lệ       |                                |                   |                                            |               |
| 10                | Trường THPT Hòa Vang           | 11 tháng 11, 1961 | 101 Ông Ích Đường, phường Hòa Thọ Đông     | [ 14 ] [ 15 ] |
| 11                | Trường THCS-THPT Nguyễn Khuyến | 20 tháng 8, 1993  | 2A Đặng Xuân Bảng, phường Khuê Trung       | [ 16 ] [ 17 ] |
| 12                | Trường THPT Cẩm Lệ             | 4 tháng 2, 2012   | 02 Nguyễn Thế Lịch, phường Hòa Thọ Đông    | [ 18 ]        |
| 13                | Trường THPT Nguyễn Văn Thoại   | 2020              | 132 Đô Đốc Lân, Hoà Xuân, Cẩm Lệ           | [ 19 ]        |
| Quận Liên Chiểu   |                                |                   |                                            |               |
| 14                | Trường THPT Liên Chiểu         |                   | 02 Trần Tấn, phường Hòa Hiệp Nam           |               |
| 15                | Trường THPT Nguyễn Trãi        | 1980              | 01 Phan Văn Định, phường Hòa Khánh Bắc     |               |
| 16                | Trường THPT Nguyễn Thượng Hiền | 2005              | 54 Thích Quảng Đức, phường Hòa Minh        | [ 20 ]        |
| Quận Ngũ Hành Sơn |                                |                   |                                            |               |
| 17                | Trường THPT Ngũ Hành Sơn       | 1998              | 24 Bà Bang Nhãn, phường Hòa Hải            | [ 21 ]        |
| 18                | Trường THPT Võ Chí Công        |                   | Đường Cao Hồng Lãnh, phường Hòa Quý        |               |
| Huyện Hòa Vang    |                                |                   |                                            |               |
| 19                | Trường THPT Phan Thành Tài     | 4 tháng 9, 2002   | Quốc lộ 1A, thôn Phong Nam, xã Hòa Châu    | [ 22 ]        |
| 20                | Trường THPT Ông Ích Khiêm      | 1968              | Thôn Cẩm Toại Trung, xã Hòa Phong          | [ 23 ]        |
| 21                | Trường THPT Phạm Phú Thứ       | 21 tháng 8, 2001  | Thôn An Ngãi Đông, xã Hòa Sơn              | [ 24 ]        |

## Trường dân lập, tư thục
| STT | Tên trường                             | Thành lập | Địa chỉ                                                 | Ghi chú |
| --- | -------------------------------------- | --------- | ------------------------------------------------------- | ------- |
| 1   | Trường THCS - THPT Việt Nhật           |           | 365 Phan Châu Trinh, phường Bình Thuận, quận Hải Châu   |         |
| 2   | Trường TH-THCS-THPT Sky-Line           |           | A2.4 Trần Đăng Ninh, quận Hải Châu                      |         |
| 3   | Trường THPT Quang Trung                |           | 68 Đỗ Quang, phường Vĩnh Trung, quận Thanh Khê          |         |
| 4   | Trường THPT Hermann Gmeiner            |           | 15 Nguyễn Đình Chiểu, phường Khuê Mỹ, quận Ngũ Hành Sơn |         |
| 5   | Trường Phổ thông Liên cấp Khai Trí     |           | 116 Nguyễn Huy Tưởng, phường Hòa Minh, quận Liên Chiểu  |         |
| 6   | Trường THCS-THPT Hiển Nhân             |           | 204 Lương Nhữ Hộc, phường Khuê Trung, quận Cẩm Lệ       |         |
| 7   | Trường TH-THCS-THPT Việt Nhật          | 2018      | 2 Nguyễn Quý Đức, phường Khuê Trung, quận Cẩm Lệ        | [ 25 ]  |
| 8   | Trường TH-THCS-THPT St. Nicholas       | 2018      | 458 Nguyễn Hữu Thọ, phường Khuê Trung, quận Cẩm Lệ      | [ 25 ]  |
| 9   | Trường TH-THCS-THPT Quốc tế Hoa Kỳ APU | 2015      | 299 Trần Đại Nghĩa, phương Hòa Hải, quận Ngũ Hành Sơn   |         |
| 10  | Trường THPT FPT Đà Nẵng                | 2017      | Khu đô thị FPT City, quận Ngũ Hành Sơn                  | [ 26 ]  |